# El Condado (Huelva)
El Condado ist eine spanische Comarca, die Teil der Provinz Huelva in Andalusien ist. Sie wurde, wie alle andalusischen Comarcas am 28. März 2003 eingerichtet.

## Lage
| El Andévalo          | Cuenca Minera                               |                 |
| Huelva               | Kompassrose, die auf Nachbargemeinden zeigt | Provinz Sevilla |
| (Atlantischer Ozean) |                                             | Provinz Cádiz   |

## Gemeinden
Der Condado umfasst 16 Gemeinden im Südosten der Provinz und hat 103.841 Einwohner (Stand 1. Januar 2019).
| Gemeinde                  | Einwohner (2024) | Fläche km² | Dichte Einw./km² | Cod INE | Postleitzahl |
| ------------------------- | ---------------- | ---------- | ---------------- | ------- | ------------ |
| Almonte                   | 24.863           | 859,21     | 29               | 21005   | 21730        |
| Beas                      | 4.374            | 144,66     | 30               | 21011   | 21630        |
| Bollullos Par del Condado | 14.359           | 49,34      | 291              | 21013   | 21710        |
| Bonares                   | 6.153            | 65,23      | 94               | 21014   | 21830        |
| Chucena                   | 2.238            | 26,06      | 86               | 21030   | 21891        |
| Escacena del Campo        | 2.318            | 135,36     | 17               | 21032   | 21870        |
| Hinojos                   | 4.056            | 319,88     | 13               | 21040   | 21740        |
| Lucena del Puerto         | 3.388            | 69,27      | 49               | 21046   | 21820        |
| Manzanilla                | 2.216            | 39,69      | 56               | 21047   | 21890        |
| Niebla                    | 4.284            | 223,62     | 19               | 21053   | 21840        |
| La Palma del Condado      | 10.709           | 60,39      | 177              | 21054   | 21700        |
| Paterna del Campo         | 3.412            | 132,44     | 26               | 21056   | 21880        |
| Rociana del Condado       | 7.985            | 71,95      | 111              | 21061   | 21720        |
| Trigueros                 | 8.110            | 118,22     | 69               | 21070   | 21620        |
| Villalba del Alcor        | 3.302            | 62,42      | 53               | 21074   | 21860        |
| Villarrasa                | 2.128            | 72,16      | 29               | 21077   | 21850        |
| Comarca El Condado        | 103.895          | 2.449,90   | 42               | –       | –            |

## Geschichte
Der historische Vorläufer dieser Comarca ist das alte Herzogtum Niebla, das dem Haus Medina-Sidonia gehörte.

## Wirtschaft
Der traditionelle Wirtschaftszweig ist der Weinbau.

## Nachweise
1. ↑  Instituto Nacional de Estadística Municipal Register of Spain
2. ↑  Orden de 14 de marzo de 2003, por la que se aprueba el mapa de comarcas de Andalucía a efectos de la planificación de la oferta turística y deportiva, Boletín Oficial de la Junta de Andalucía (Amtsblatt der Regierung von Andalusien), Nr. 59 vom 27. März 2003, S. 6248